# Let My Love Open the Door
«Let My Love Open the Door» es una canción del músico británico Pete Townshend, publicada en el álbum de estudio Empty Glass en 1980. Alcanzó el puesto nueve en la lista estadounidense Billboard Hot 100.

## Trasfondo
«Let My Love Open the Door» puede ser interpretada como una canción de amor o como un tema religioso. Aunque Townshend es un devoto del gurú hindú Meher Baba, comentó en las notas que acompañan el álbum Anthology que "Jesús canta" en el tema.
«Let My Love Open the Door» fue publicado como segundo sencillo promocional de Empty Glass en Gran Bretaña, donde fue respaldada con el tema «Greyhound Girl» como cara B. En el país, la canción obtuvo un éxito menor, alcanzando el puesto 46 en la lista UK Singles Chart. No obstante, la canción obtuvo un mayor éxito en los Estados Unidos, donde fue el primer sencillo de Empty Glass y acabó el puesto nueve en la lista Billboard Hot 100. Se convirtió en el único top 10 de Townshend en los Estados Unidos, donde alcanzó el mismo puesto que el sencillo "I Can See For Miles" de su grupo, The Who.

## Versiones
«Let My Love Open the Door» ha sido versionada por artistas y grupos como Audio Adrenaline, M. Ward, Sherie Rene Scott, Michael Cavanaugh, Steve Carell, Dane Cook, Luminate y Tegan and Sara. También ha sido utilizada en la banda sonora de varias películas como Jerry Maguire, How Do You Know, Look Who's Talking, Mr. Deeds, Along Came Polly y Dan in Real Life, entre otros.